# Park Regionalny Livradois-Forez
Park Regionalny Livradois-Forez (fr. Parc naturel régional Livradois-Forez) – francuski regionalny park przyrody (parc naturel régional), obejmujący dwa pasma górskie Masywu Centralnego Livradois i Forez. Pod względem administracyjnym położony jest w regionie Owernia, na granicy departementów Puy-de-Dôme i Haute-Loire. Park został powołany w 1986 przez 180 gmin (z tego 10 gmin to gminy stowarzyszone z parkiem). Park zajmuje powierzchnię 3130 km², a na jego obszarze mieszka 109,0 tys. osób. Siedziba parku znajduje się w miejscowości Saint-Gervais-sous-Meymont.
Obszar parku obejmuje następujące regiony fizycznogeograficzne:
- dolina rzeki Dore,
- pasmo górskie Forez,
- płaskowyż Craponne,
- pasmo górskie Livradois
- obszary pogórskie okolic Vic-le-Comte i Billom.